# Mohamed Bey El Mouradi
Mohamed Bey El Mouradi, décédé le 14 octobre 1696, est bey de Tunis de 1686 à sa mort. Il appartient à la dynastie des Mouradites.
Fils aîné de Mourad II Bey et petit-fils par sa mère de Youssef Dey, il ne parvient au pouvoir qu'au terme d'une longue lutte, menée tantôt contre son frère Ali Bey, tantôt contre son oncle Mohamed El Hafsi et tantôt contre le dey Mohamed Tatar, mis en place par le dey d'Alger Chaban (1688-1695) après l'attaque de Tunis par la milice turque d'Alger le 12 novembre 1694.

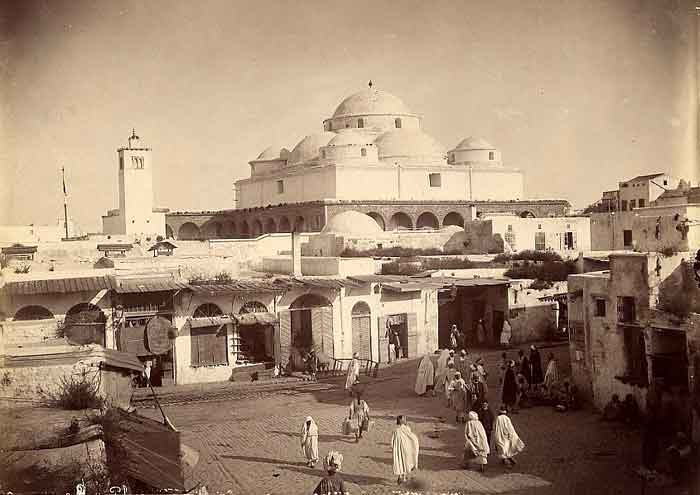
Mosquée Sidi Mahrez élevée à Tunis vers la fin du XVIIe siècle.

Malgré la période de troubles, appelée « Révolutions de Tunis », il parvient à faire construire plusieurs monuments dont la mosquée M'hamed Bey ou mosquée Sidi Mahrez sur le modèle des mosquées hanéfites d'Istanbul avec son grand dôme central ; il fait aussi reconstruire le souk des chéchias, centre économique de la ville de Tunis qui ont gardé le même aspect jusqu'à nos jours. À cela s'ajoute la construction de nombreux édifices de culte et d'enseignement à l'intérieur du pays : des mosquées et des médersas dans plusieurs cités de la régence comme Béja, Le Kef, Gafsa, Tozeur et Gabès ainsi que la mosquée Al Bey à Kairouan. Il édifie enfin en 1690 le pont-barrage de Tebourba sur la Medjerda, qui sert notamment à l'industrie de la chéchia.
À sa mort survenue le 14 octobre 1696, il est inhumé dans le mausolée de son grand-père Hammouda Pacha Bey. Il laisse deux fils trop jeunes pour régner : Mourad et Hassan. C'est donc à son frère Romdhane Bey qu'échoit la succession.